# Feqiyê Teyran

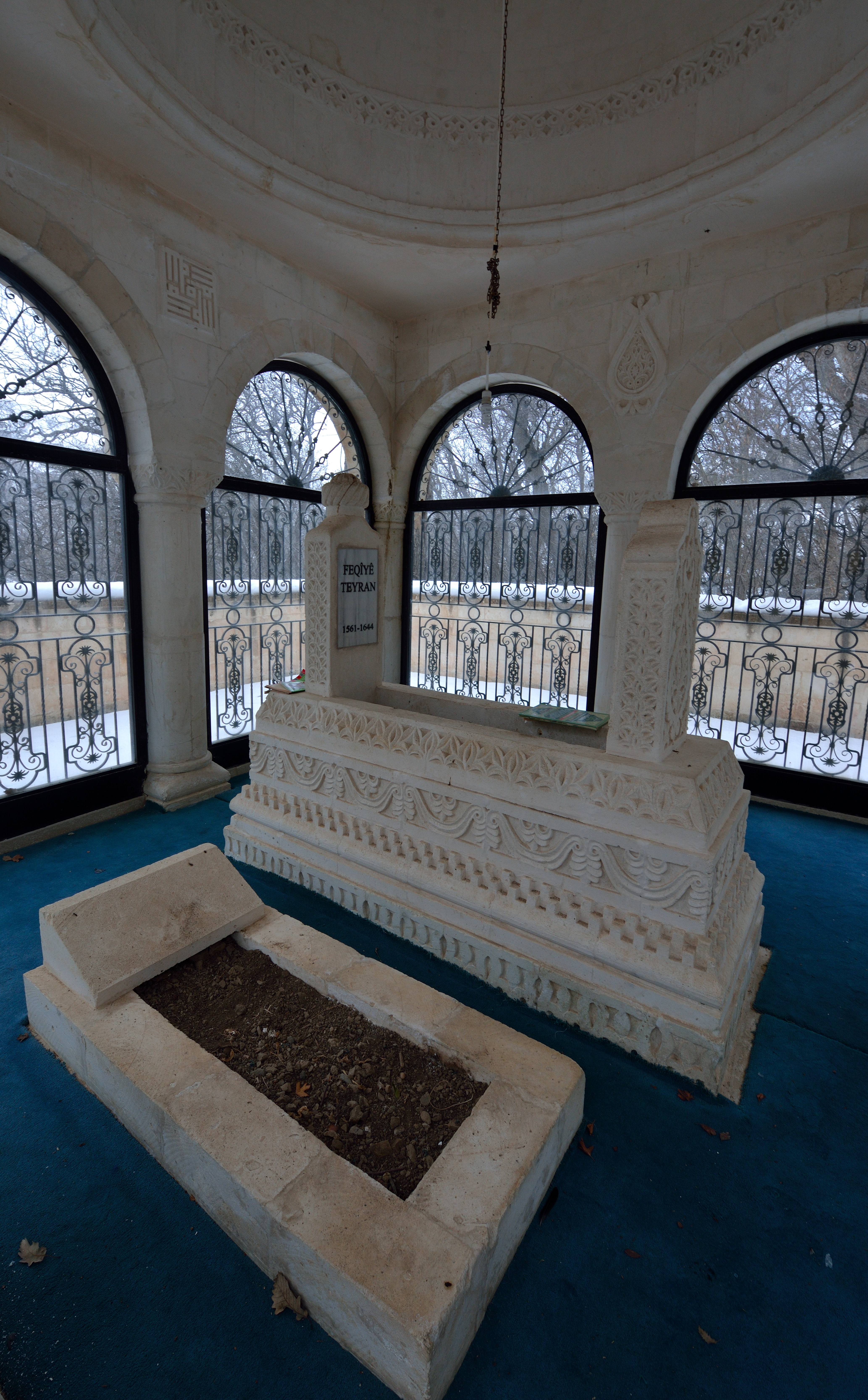
Das Grab des Feqiyê Teyran

Feqiyê Teyran (* 1590 in Miks/Osmanisches Reich; † 1660 ebenda) war ein kurdischer Dichter und Sufi-Mystiker. Er wird zu den Klassikern der kurdischen Poesie gerechnet. Von ihm wird berichtet, er habe mit den Vögeln gesprochen.

## Leben
Sein bürgerlicher Name war Mir Mihemed. Geboren wurde er in dem Dorf Miks – das heutige Bahçesaray – in der damaligen Provinz Hakkari. Als junger Mann ging er in das kurdische Emirat von Cizire Botan, das im heutigen Şırnak lag, um dort unter der Aufsicht seines Lehrers Melayê Cezîrî zu lernen und Poetik zu schreiben. Neben der Poesie machte er auch eine klassische Ausbildung an einer Madrasa durch.
Sein Name Feqiyê Teyran, was übersetzt Schüler der Vögel bedeutet, leitet sich vom Werk Mantiq ut-tair („Die Konferenz der Vögel“) des persischen Dichters Fariduddin Attar ab. Feqiyê Teyran schrieb mehrere Werke, unter anderem „Wesfê şêxê senhanî“ (In Ehren des Scheichs Sanan), „Qewlê Hespê Reş“ (Die Sage des schwarzen Pferdes) und „Ber Sîs“. Seine Werke waren sehr von den traditionellen kurdischen Volksmärchen beeinflusst. Neben diesen Sagen schrieb er auch mehrere Gedichte. Seine bekanntesten Gedichte sind jene, die er in Dialogen mit seinem Lehrer schrieb. Sein Epos „Scheich San’an“ (Şêx Sen'an û Tarsâ) behandelt die Liebe eines moslemischen Scheichs zu einer Christin.
Feqiyê Teyran sollte auch als erster über die Schlacht bei Dimdim von 1609–1610 geschrieben haben. Der Kampf wurde zwischen den iranischen Safawiden und einem kurdischen Fürst in der Burg von Dimdim geschlagen.
Feqiyê Teyran verfasste ferner eine Grammatik des Kurmandschi in Versform. Er hatte großen Einfluss auf Ehmedê Xanî.
Im Juni 2010 wurde ihm zu Ehren seitens der Türkei in Bahçesaray ein Festival veranstaltet. Ein zweites Kulturfestival fand 2012 statt.